# 王文林
王文林（1947年—），原名王惠麟，北京人，相声演员。相声名家王长友之子，师从相声“单口大王”刘宝瑞。于2004年加入德云社，随后在2008年9月19日，徐德亮在自己的博客中申明：“为了自己的生活，也为了王文林老先生多挣些钱”，宣布和王文林一起退出德云社。2009年徐德亮和王文林一起加盟北京市海淀相声俱乐部并正式复出。